# Гай Антіох Епіфан Філопапп
Гай Юлій Антіох Епіфан Філопапп (лат. Gaius Iulius Antiochus Epiphanes Philopappus, 65 — 116) — державний діяч Римської імперії, консул-суффект 109 року.

## Життєпис
Походив з впливового роду Єрвандідів, що колись правили Коммагеною. Син Гая Юлія Антіоха Епіфана, онук Антіоха IV, останнього царя Коммагени (Філопапп — «той, хто любить діда»). Народився у коммагенській столиці Самосата. У 72 році був привезений до Італії. Знаходився тривалий час разом із сестрою Юлією Бальбілолою у становищі заручника. У 75 році імператор Веспасіан дозволив вільно пересуватися та перебратися до Риму. Отримав почесні титули царя, архонта. Мешкав в Афінах. До 88 року обіймав посади хорега та агонофета (організатора перегонів). В Афінах власним коштом відбудував багато громадських будівель.
За правління імператора Траяна став претором та увійшов до сенату. Був прийнятий до преторіанської гвардії та у 105 році став членом колегії арвальських братів. У 109 році став консулом-суффектом разом з Гнеєм Антонієм Фуском. У 114 році на його честь в Афінах (поблизу Акрополя) зведено пам'ятник.